# الخطة إف
الخطة إف هي حمية غنية بالألياف، وضعها مؤلف بريطاني في الثمانينات -يُدعى أودري إيتون وهو مؤسس مجلة التخسيس- لإنقاص الوزن بطريقة صحية؛ معتمدًا في خطته على نظريات دينيس بيركيت، وفي هذا الصدد، كان كتابه حمية الخطة إف ضمن أفضل عشر كتب مبيعًا في أمريكا في شهري إبريل ومايو عام 1983. الحمية هي عبارة عن الحد من تناول عدد من السعرات الحرارية إلى أقل من 1500، بينما ينبغي تناول كمية من الألياف الغذائية فوق المستوى الموصى به في الحمية، وجدير بالذكر أن لهذه الألياف العديد من الفوائد منها؛ أنها تجعل من يتبع الحمية يشعر «بالشبع» لفترة أطول من المعتاد، وتقلل من الشعور بالرغبة في الإفراط في الأكل، وتعزز عملية الهضم بطريقة صحية.
من ناحية أخرى، نجد أن لهذه الألياف أيضًا بعض الأضرار منها؛ انتفاخ البطن  بطريقة مفرطة في الأسابيع الأولى، مما يستدعي تناول الأطعمة صعبة المضغ والبلع، وهذا ما يجعل بعض الناس يعبر عن كراهيته لبدء مثل هذه الحميات عالية الألياف، لأنها تستلزم شرب مياه بكميات غير معتادة لتجنب الإصابة بالإمساك، وبالرغم من ذلك، تظل هذه الحمية الاختيار الأمثل، حيث أثبتت فاعليتها؛ خاصة عندما تطبق بدقة عالية.
وفي عام 2006، نشر أودري إيتون نسخة منقحة من كتابهِ الخطة إف، وأسماه «إف2»؛ كتبه في ضوء سلسلة من اكتشافاتٍ طبية أكثر سرعة وفاعلية من الحميات منخفضة الكربوهيدرات؛ ولا سيما حمية أتكنز الغذائية.